# Amazona de Kawall
L'amazona de Kawall (Amazona kawalli) és una espècie d'ocell de la família dels psitàcids que habita els boscos del Brasil Central.